# Karlie King
Karlie King (* 6. Mai 1996 in Yuma, Arizona) ist eine US-amerikanische Schauspielerin. Sie tritt überwiegend unter dem Namen Karlie O’Hearn in Erscheinung.

## Leben
King wurde am 6. Mai 1996 in Yuma als Tochter einer Buchhalterin und eines Piloten geboren und wuchs in Phoenix auf. Sie studierte auf einem College darstellende Kunst und machte später einen Abschluss in Bildender Kunst. Schon seit ihrem sechsten Lebensjahr interessiert sich King für das Schauspiel. Ab ihrem elften Lebensjahr hatte sie einen Talentagenten in Scottsdale. Später spielte sie in lokalen Werbespots.
Ihr Filmdebüt machte sie in dem B-Movie Atomic Shark 2016. Im gleichen Jahr folgten Besetzungen in dem Spielfilm The Voice That Was Louder Than Before in der größeren Rolle der Betty und dem Kurzfilm Remnants als Emily, der am 18. Dezember 2016 auf dem FilmBar Screening uraufgeführt wurde. 2018 folgte eine Besetzung im Kurzfilm The Secret Lives of Teachers, der am 21. Oktober 2018 auf dem Crown Heights Film Festival uraufgeführt wurde. 2019 hatte sie eine Episodenrolle in der Fernsehserie Scrutiny – The Original Hustlers und eine Besetzung im Film The Other Place. 2020 übernahm sie die größere Rolle der Crystal im Film Middleton Christmas und war außerdem im Kurzfilm Yi Tian sowie in einer Episode der Fernsehserie Solve zu sehen. 2022 spielte sie im Kurzfilm Placeholder die Rolle der Alex.

## Filmografie (Auswahl)
- 2016: Atomic Shark
- 2016: The Voice That Was Louder Than Before
- 2016: Remnants (Kurzfilm)
- 2018: The Secret Lives of Teachers (Kurzfilm)
- 2018: Dhar Mann (Fernsehserie, Episode 11x73)
- 2019: Scrutiny – The Original Hustlers (Scrutiny, Fernsehserie, Episode 1x02)
- 2019: The Other Place
- 2020: Middleton Christmas
- 2020: Yi Tian (Kurzfilm)
- 2020: Solve (Fernsehserie, Episode 19x06)
- 2022: Placeholder (Kurzfilm)